# Serra de Montclús
La Serra de Montclús és una serra situada al municipi d'Àger a la comarca de la Noguera, amb una elevació màxima de 1.025 metres.